# Monagas
Monagas ist einer der 23 Bundesstaaten Venezuelas; er liegt im Nordosten des Landes. Die Hauptstadt ist Maturín auf 67 m Seehöhe, die siebtgrößte Stadt Venezuelas.

## Lage
Monagas liegt in der nordöstlichen Region Venezuelas. Die Nachbarstaaten sind Sucre im Norden, Delta Amacuro im Osten, Bolívar und Anzoátegui im Süden und Anzoátegui im Westen.

## Wirtschaft
Monagas wird zum „Orinoco Belt“ gerechnet. Im Orinoco-Becken lagern riesige Erdölvorkommen bzw. Ölsande und Schwer- sowie Schwerstöl. Zum Gürtel gehören auch die Guárico, Anzoátegui sowie der Delta-Amacuro-Bundesstaat.
Im Orinoco-Becken wurden während des Ersten Weltkrieges die ersten erfolgreichen Ölbohrungen durchgeführt. Sie machten Venezuela zeitweise zu einem sehr wichtigen Produzenten weltweit. Der Preisverfall der letzten Jahre und die Weigerung, viel Geld aus den Einnahmen während der hohen Ölpreise von 2000 bis 2008 in die Exploration bzw. die Erneuerung der Anlagen zu investieren, führen jetzt zu einem Rückgang der Produktion. Venezuela steht großenteils deshalb kurz vor dem Staatsbankrott, trotz einer Steigerung des inländischen Benzinpreises um das 60-fache etwa Anfang April 2016.

## Verwaltungsgliederung
Monagas ist in dreizehn Bezirken (Municipios) unterteilt, wobei der Bezirk Maturín 46,13 % der Staatsfläche und 56,7 % der Bevölkerung stellt.
- Acosta (San Antonio de Maturín), Bevölkerung 16.836
- Aguasay (Aguasay), Bevölkerung 9.853
- Bolívar (Caripito), Bevölkerung 34.975
- Caripe (Caripe), Bevölkerung 31.353
- Cedeño (Caicara de Maturín), Bevölkerung 27.894
- Ezequiel Zamora (Punta de Mata), Bevölkerung 52.122
- Libertador (Temblador), Bevölkerung 35.479
- Maturín (Maturín), Bevölkerung 404.649
- Piar (Aragua de Maturín), Bevölkerung 38.934
- Punceres (Quiriquire), Bevölkerung 24.175
- Santa Bárbara (Santa Bárbara), Bevölkerung 7.709
- Sotillo (Barrancas del Orinoco), Bevölkerung 20.510
- Uracoa (Uracoa), Bevölkerung 8.137

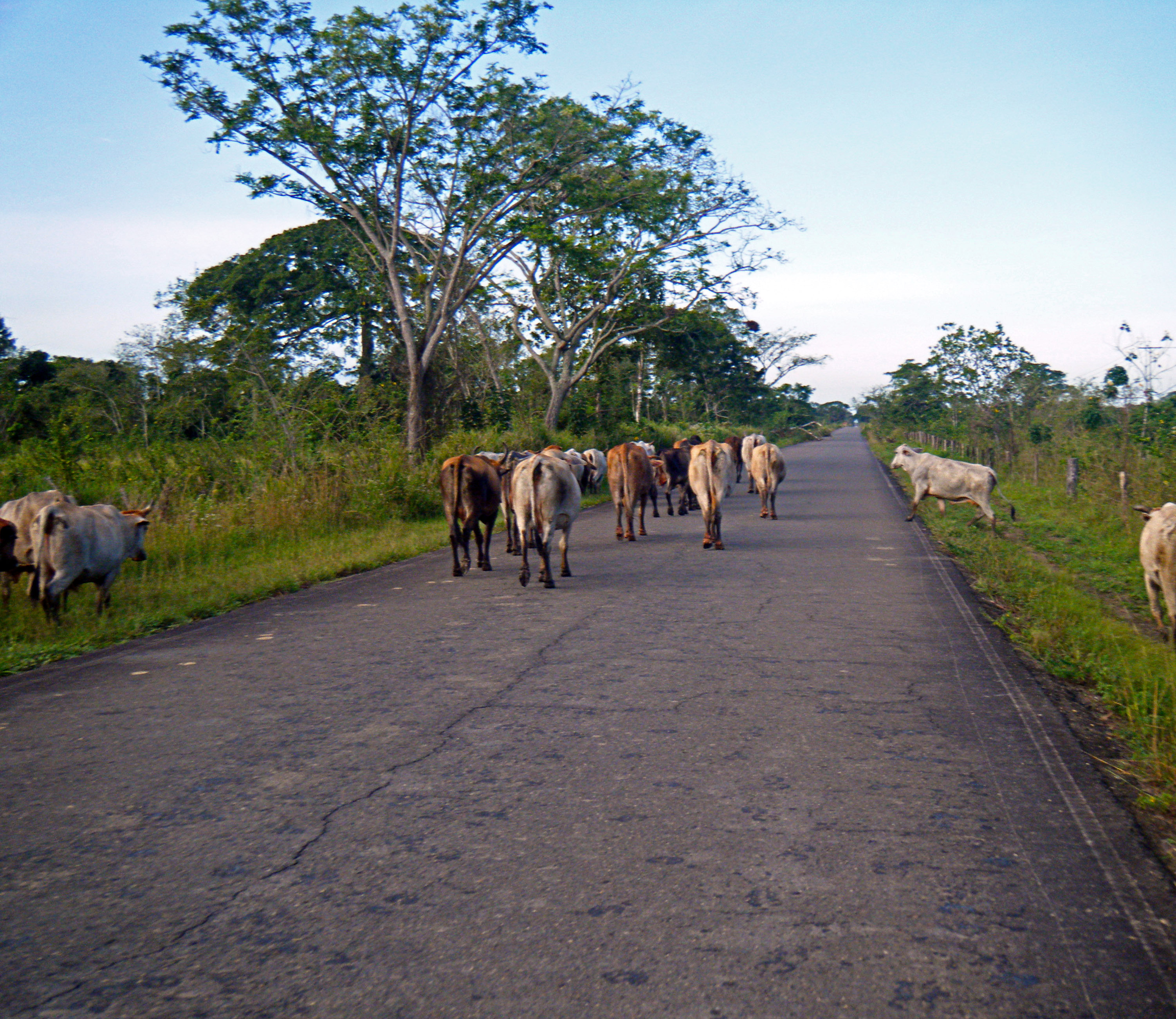
Viehbestand im Staat Monagas

## Letzte Gouverneure
- Yelitze Santaella (2012–2017)
- José Gregorio Briceño (2004–2012)
- Guillermo Call (2000–2004)
- Miguel Gómez (2000)
- Luis Eduardo Martínez (1995–2000)
- Guillermo Call (1989–1995)

## Sehenswürdigkeiten

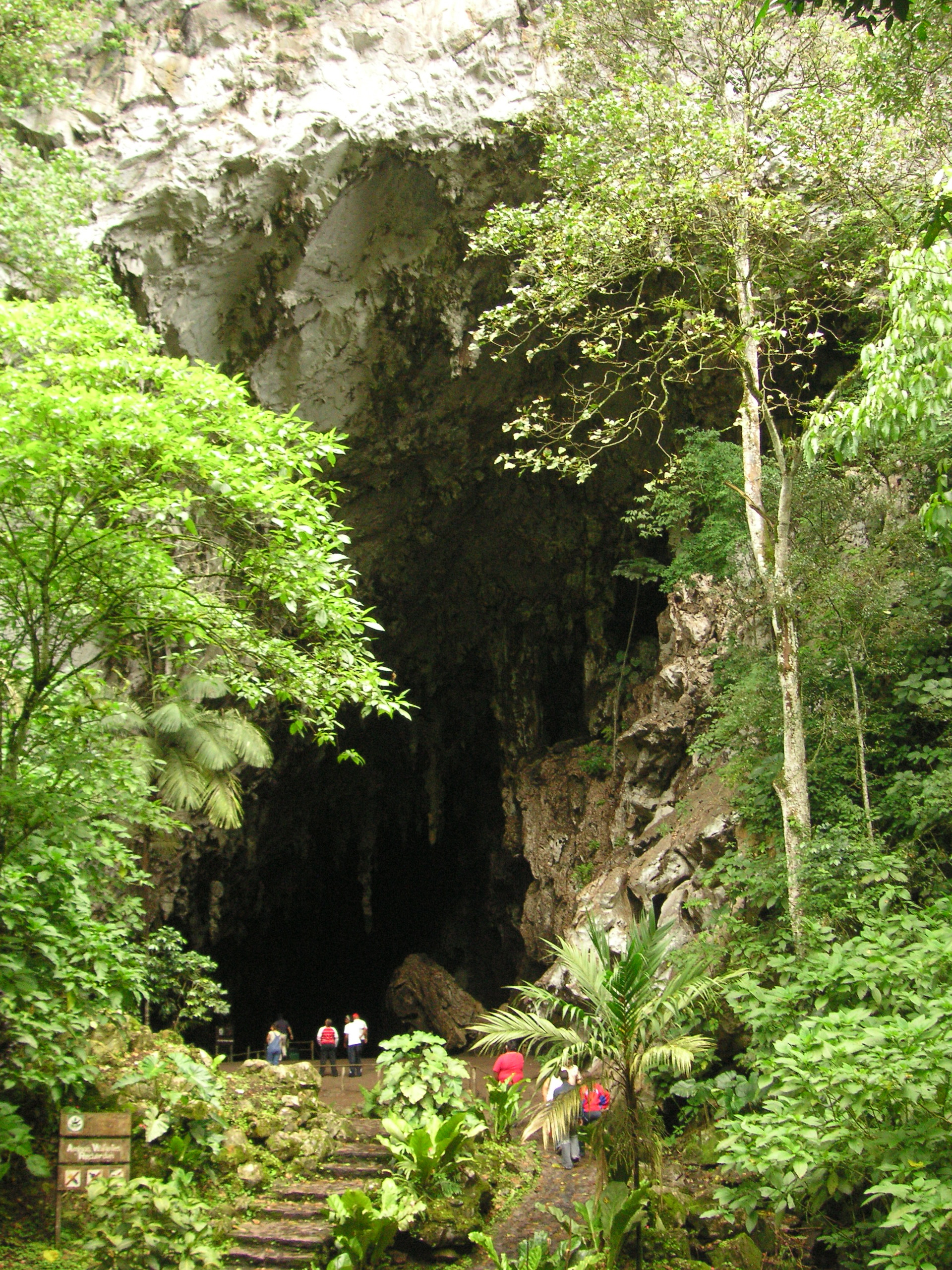
Cueva del Guácharo

1. Archäologisches  Museum von Uyapari (Museo Arqueológico Uyapari)
2. Speleologiemuseum Alexander von Humboldt (Museo Espeleológico Alejandro Humboldt):
3. Monterrey-Theater (Teatro Monterrey): in Maturín.
4. Kapelle von Sankt Agustin (Capilla de San Agustín): in Caripe.
5. Saladero: Dorf mit Kolonialarchitektur und archäologischen Funde.

## Persönlichkeiten
- José Tadeo Monagas (1784–1868), Unabhängigkeitskämpfer und Präsident
- José Gregorio Monagas
- Juana Ramírez